# Giovanni da Capestrano
Giovanni da Capestrano (Capestrano, 24 giugno 1386 – Ilok, 23 ottobre 1456) è stato un religioso italiano dell'Ordine dei Frati Minori Osservanti. È stato proclamato santo dalla Chiesa cattolica nel 1690.

## Biografia
Era figlio di un barone tedesco e di una giovane dama abruzzese.
Fu un sacerdote del quale si ricorda l'intensa attività evangelizzatrice nella prima metà del XV secolo.
Studiò a Perugia dove si laureò in utroque iure (diritto civile e diritto canonico). Divenuto uno stimato giurista, dopo alterne vicende, fu nominato capitano del popolo della città. Fu imprigionato quando la città fu occupata dai Malatesta.
In carcere ebbe luogo la sua conversione. Una volta libero, ottenne la nullità del suo matrimonio e pronunciò i voti religiosi nel convento francescano di Monteripido, in Perugia, dove conobbe san Bernardino da Siena e lo difese quando fu accusato d'eresia per la sua devozione per il Nome di Gesù.
Ordinato sacerdote condusse la sua attività apostolica in tutta l'Europa settentrionale e orientale, in particolare in Ungheria orientale cioè in Transilvania, dov'era consigliere del governatore Giovanni Hunyadi nel Castello dei Corvino.
La sua predicazione era volta al rinnovamento dei costumi cristiani e a combattere l'eresia. Ebbe anche l'incarico di inquisitore degli Ebrei. Fu inviato direttamente dal papa come suo legato in paesi tedescofoni come l'Austria, la Baviera e la Polonia, dove si dimostrò estremamente zelante nei suoi tentativi di convertire eretici (in particolare fraticelli e hussiti), ebrei e ortodossi greco orientali in Transilvania.
Il 17 febbraio 1427 nella Cattedrale di San Tommaso di Ortona (Chieti) fu solennemente proclamata la pace tra le città di Lanciano e Ortona patrocinata da Giovanni da Capestrano.
Nel 1456 fu incaricato dal Papa, insieme ad alcuni altri frati, di predicare la Crociata contro l'Impero ottomano che aveva invaso la penisola balcanica. Percorrendo l'Europa orientale, il Capestrano riuscì a raccogliere decine di migliaia di volontari, alla cui testa partecipò all'assedio di Belgrado nel luglio di quell'anno. Egli incitò i suoi uomini all'assalto decisivo con le parole di san Paolo: «Colui che ha iniziato in voi quest'opera buona, la porterà a compimento». L'esercito turco fu messo in fuga e lo stesso sultano Maometto II venne ferito. Giovanni continuò nella sua lotta per vari mesi, fino a che il 23 ottobre morì a Ilok, in Slavonia, oggi Croazia orientale.
Il suo culto come beato fu confermato il 19 dicembre 1650; fu canonizzato il 16 ottobre 1690 da papa Alessandro VIII.

## Culto
Non si sa dove sia custodito il corpo di San Giovanni. Quel che è certo è che morì a Ilok, in Croazia, in un convento francescano; la chiesa di questo convento fu realizzata nel 1349 in stile gotico, consacrata a Santa Maria Assunta e riconsacrata, nel 1700, proprio a San Giovanni in memoria della sua morte nella cittadina. L'edificio conventuale aveva impianto barocco, sino al rifacimento in stile neogotico dei lavori del 1906-12, su progetto dell'architetto Hermann Bolle.

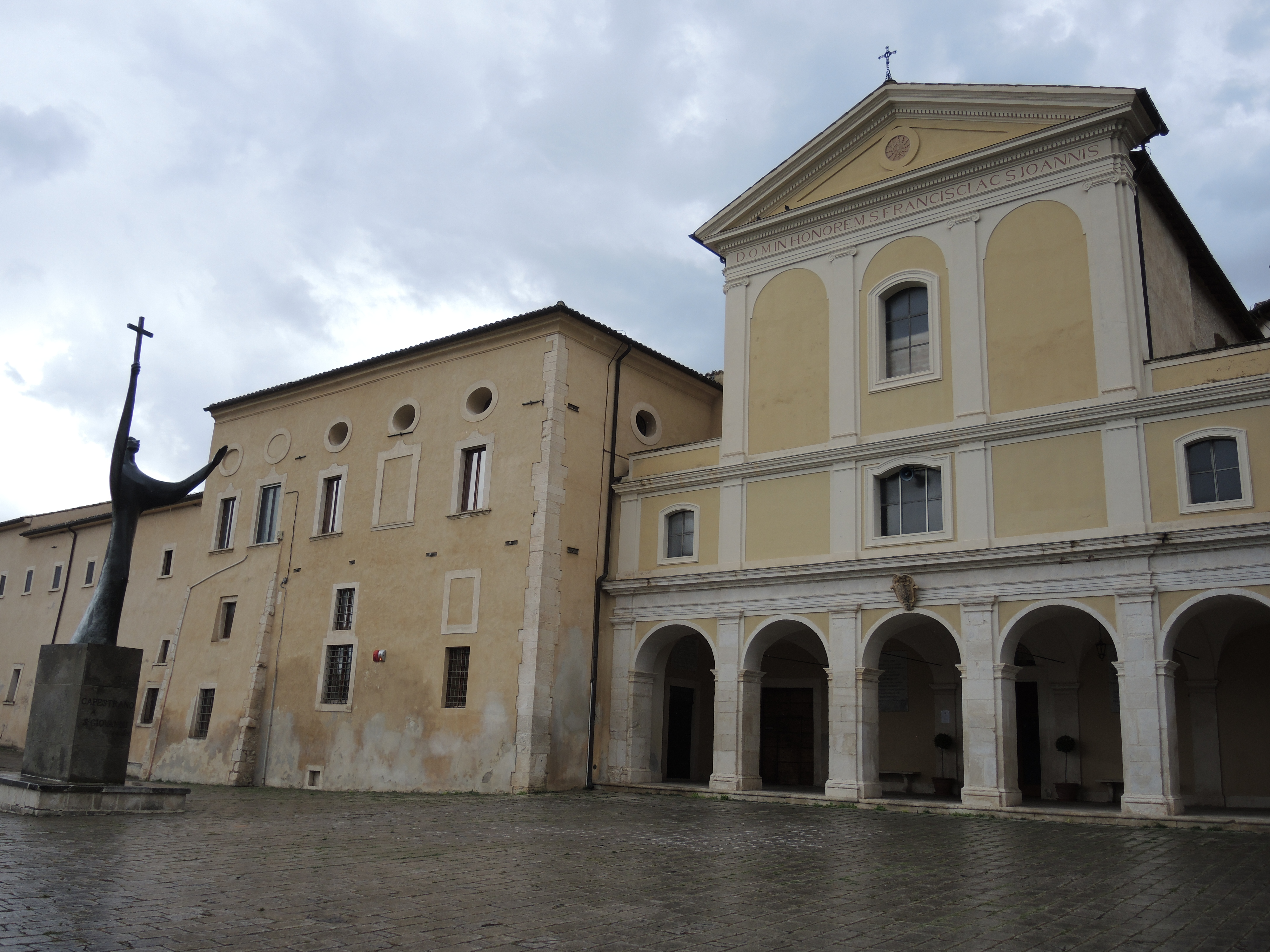
Il convento di San Francesco a Capestrano

La figura di San Giovanni da Capestrano però è legata fondamentalmente all'Abruzzo dove visse e peregrinò, fondando varie chiese. Le chiese principali a lui legate sono:
- Basilica di San Tommaso Apostolo (Ortona): celebrazione del lodo di pace tra le città di Ortona e Lanciano il 17 febbraio 1427, dato che l'area frentana era da tempo invasa dai saccheggi e dalle scaramucce reciproche delle due municipalità, per il controllo portuale di San Vito.
- Chiesa e convento di Santa Maria delle Grazie (Ortona): fondata nel 1430 di Francescani dell'ordine di San Giovanni, in merito ad alcune clausole del "lodo di Pace" fatto firmare dal santo ai due sindaci delle città. La primitiva chiesa, ancora oggi esistente ma in stato di rudere, fu eretta fuori le mura, lungo l'attuale SS. Ortonese, o via Civiltà del Lavoro. La nuova chiesa con il convento, dedicata Santa Maria, fu eretta fuori Porta San Giacomo, nell'attuale Piazzale San Francesco, nel XVI secolo vi morì il Beato Lorenzo da Villamagna; la chiesa fu gravemente danneggiata dai combattimenti del 1943, e rifatta daccapo.
- Chiesa e convento di Sant'Antonio di Padova (Lanciano): seconda chiesa voluta dal santo per dare fede al giuramento di pace tra Lanciano e Ortona. Eretta anch'essa intorno al 1430, sorge su un'antica cappella votiva dedicata a Sant'Angelo; la chiesa inizialmente era intitolata a Santa Maria della Pace, e successivamente dopo la riapertura del convento nel 1867, fu dedicata al Santo di Padova. La chiesa, con i restauri del dopoguerra, ha rinnovato l'interno con riquadri in affresco degli anni '60, che celebrano i momenti della storia del convento, tra cui appunto il riquadro della Celebrazione del lodo di pace.

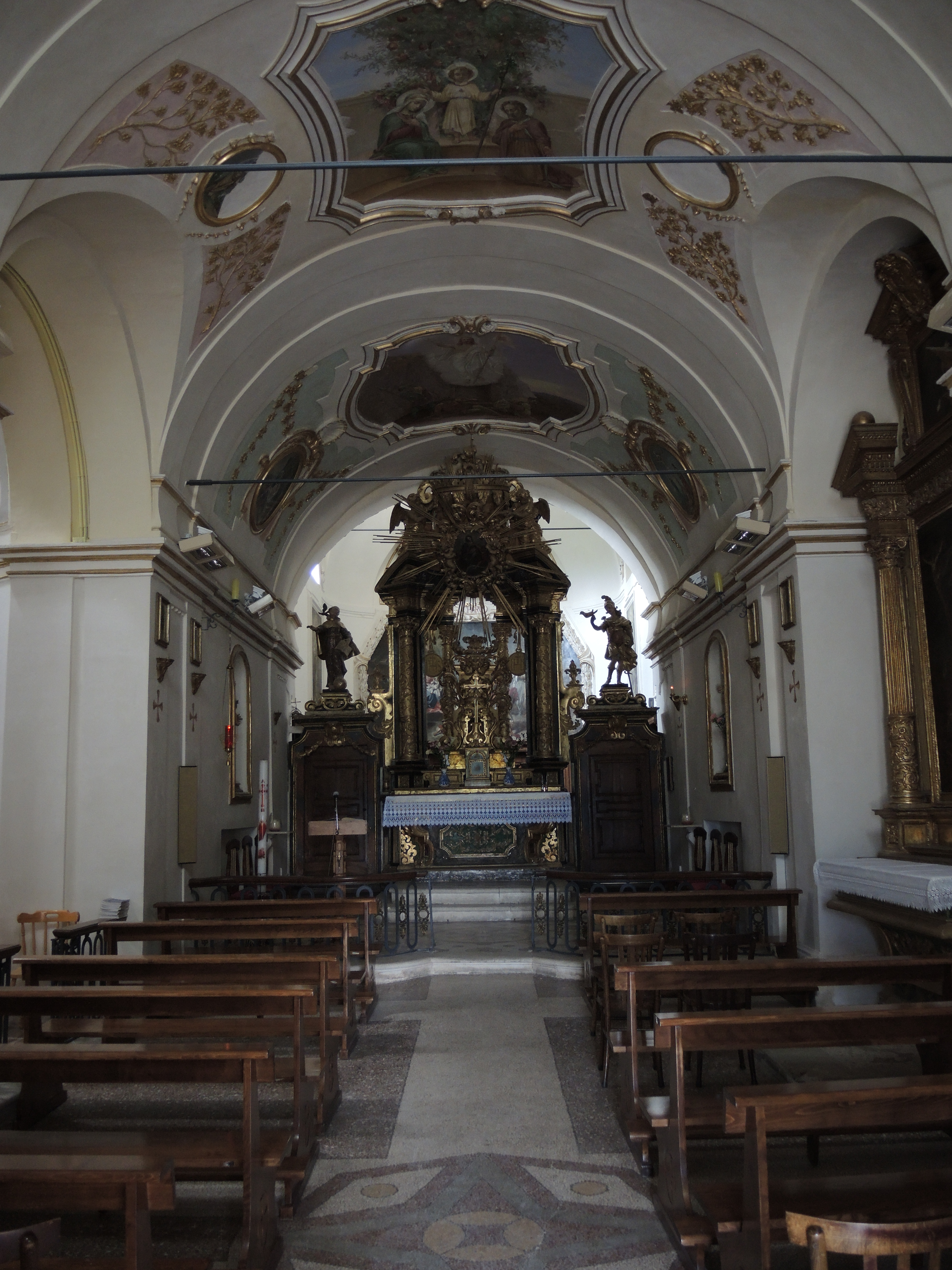
Interno del convento di San Giuliano all'Aquila

- Convento di San Giuliano (dintorni dell'Aquila): struttura che sorge sopra un piccolo romitorio fondato forse dagli stessi che realizzarono il santuario di Greccio (RI). Il conventino risale al 1415, successivamente venne ampliato su insistenza di San Bernardino e San Giovanni, e vi si installarono i Frati Minori Osservanti. Vi visse e morì il Beato Vincenzo dell'Aquila, che prese i voti tra il 1444 e il 1450.
- Ex monastero di Sant'Agnese (L'Aquila): in Piazza Giulio Natali, vicino al monastero di San Basilio, fu costruito nel 1455 per volere di San Giovanni, come convento e ospedale principale della città per accogliere gli infermi. Infatti dopo l'unità d'Italia, il convento fu riconvertito in ospedale civile "San Salvatore", con scuola di ostetricia.
- Convento di San Francesco (Capestrano): si trova nell'area cimiteriale, fondato da San Giovanni nel 1447, quando il santo ebbe i terreni per concessione dalla contessa Jacovella da Celano. La struttura iniziale era un piccolo edificio (l'attuale sacrestia), con una decina di celle dei frati. Successivamente nel XVII-XVIII secolo (completamento nell'anno 1742) il convento venne notevolmente ampliato, raggiungendo l'attuale conformazione barocca di chiesa con accanto la struttura monastica a pianta quadrangolare, e biblioteca annessa. Ospita varie reliquie di San Giovanni, all'interno del tempio.
- Casa natale di San Giovanni (Capestrano): si trova all'interno del paese, in Discesa del Rosario, dove si trova l'omonima chiesetta, che il santo frequentava. La casa è molto semplice, in pietra sbozzata, a due piani, con una porta e una finestra superiore in cornice di pietra lavorata. Vi si trovano alcuni oggetti di interesse appartenuti al santo.

## Influenza culturale
Il giurista Martino Garrati di Lodi dedicò a Giovanni il suo trattato De canonizatione sanctorum (1445-1448) sulla procedura d'indagine per la canonizzazione, il primo del diritto medievale su questo tema.